# Altdorf (Baviera)
Altdorf (alemão:vila velha) é uma cidade alemã na Baviera, situada na região municipal de Nürnberger Land. Era cidade universitária onde doutorava o matemático Leibniz.

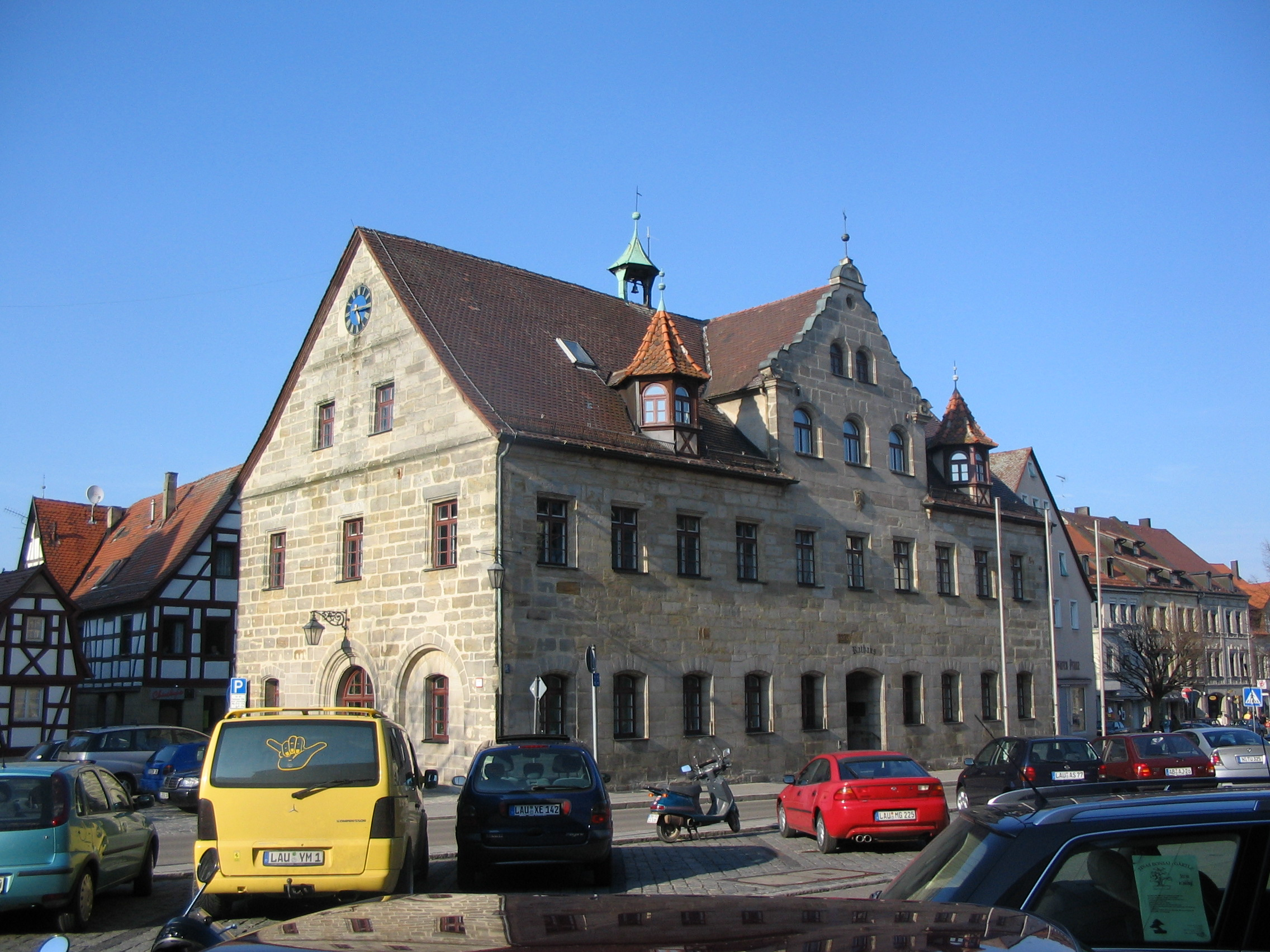
Prefeitura
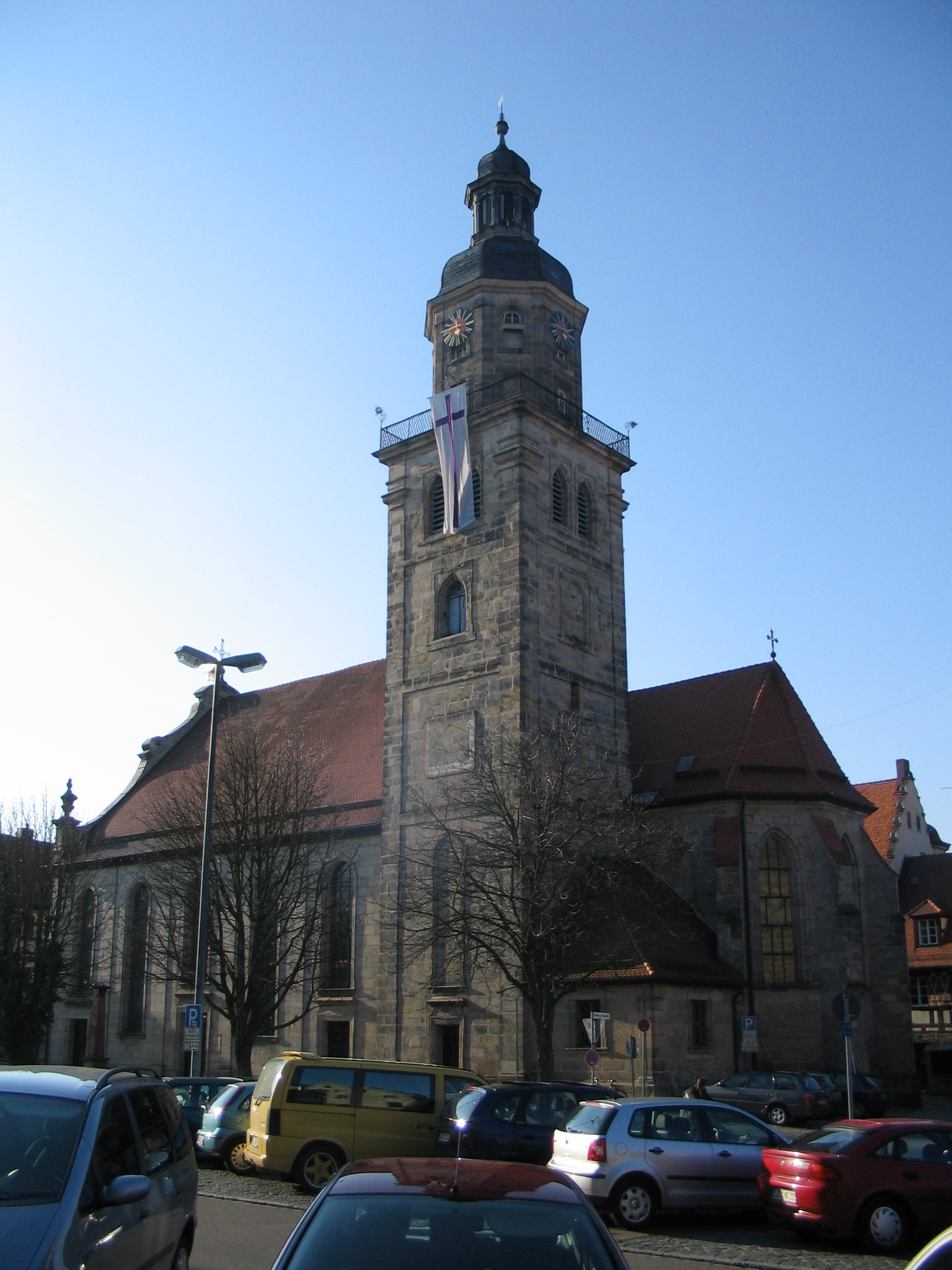
Igreja de St. Laurentius
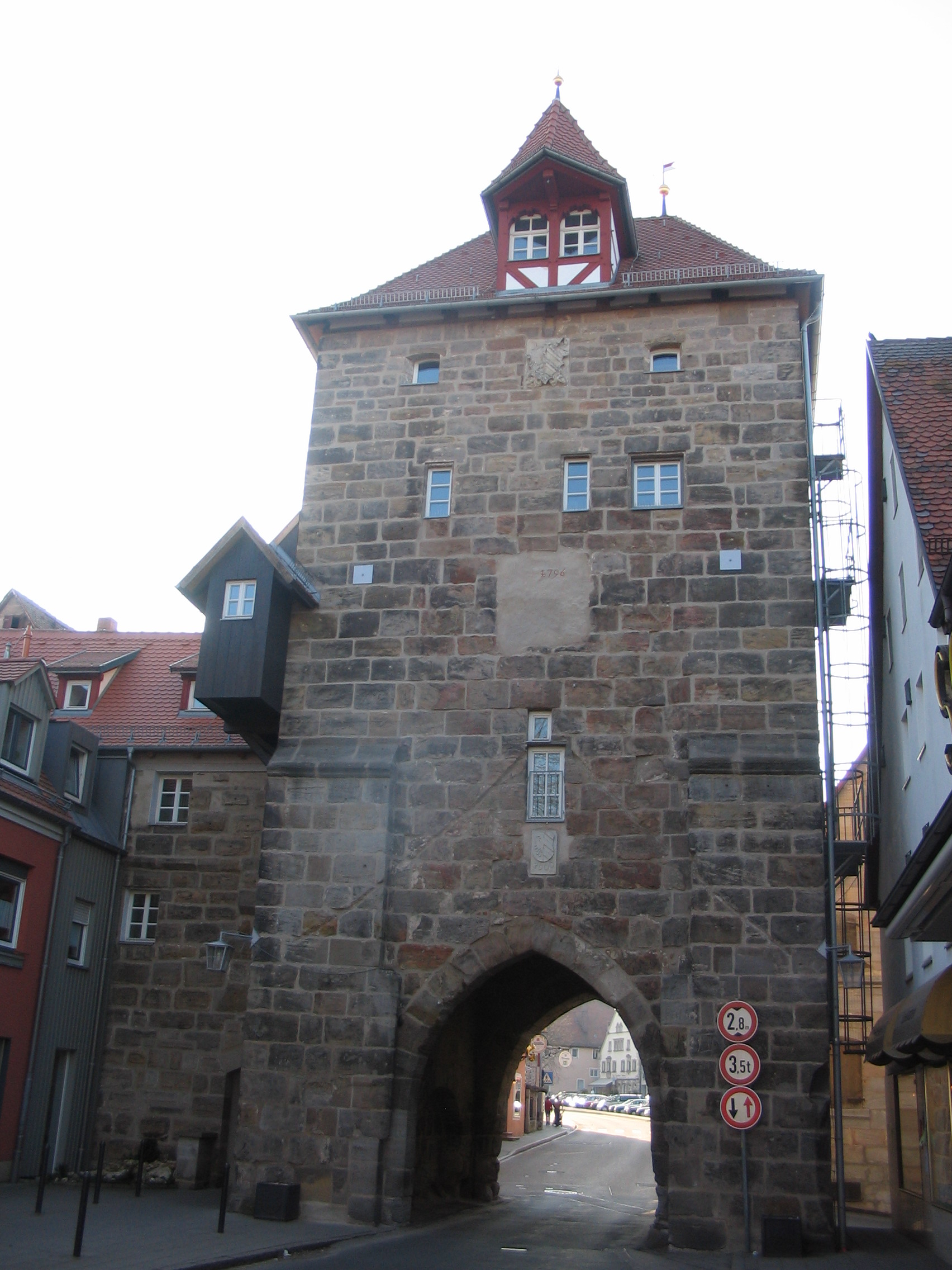
"Lower gate" (portão baixo)